# IC 1839
IC 1839 ist eine Spiralgalaxie vom Hubble-Typ Sc im Sternbild Widder auf der Ekliptik. Sie ist schätzungsweise 336 Millionen Lichtjahre von der Milchstraße entfernt.
Das Objekt wurde am 7. Januar 1896 von Stéphane Javelle entdeckt.